# باتريس شيرو
باتريس شيرو (بالفرنسية: Patrice Chéreau)‏
```
(و. 
1944
 – 
2013
 
م
)
[
16
]
 هو 
ممثل
[
17
]
[
18
]
[
19
]
، 
وكاتب سيناريو
، 
وكاتب
، ومخرج مسرحي
[
20
]
[
21
]
، 
ومخرج سينمائي
، 
ومنتج أفلام
[
22
]
[
23
]
 من 
فرنسا
 .
[
24
]
[
25
]
```

وهو عضو في Academy of Arts, Berlin .
توفي في باريس . بسبب سرطان الرئة .

## التعليم
تعلم في Lycée Louis-le-Grand

## جوائز وترشيحات
حصل على جوائز منها:
- جائزة الدب الفضي لأفضل مخرج (2003)
- الدب الذهبي (2001)
- Louis Delluc Prize، عن عمل:Intimacy (2001)
- جائزة سيزر لأفضل مخرج، عن عمل:Those Who Love Me Can Take the Train (1999)
- Molière Award for Best Director (1996)
- جائزة لجنة التحكيم (مهرجان كان)، عن عمل:La Reine Margot (1994)
- Friedrich-Gundolf-Preis (1993)
- Molière Award for Best Director (1989)
- César Award for Best Original Screenplay، عن عمل:The Wounded Man (1984).

ترشح لـ:
- César Award for Best Adaptation، عن عمل:Gabrielle (2006)
- جائزة سيزر لأفضل مخرج، عن عمل:Intimacy (2002)
- European Film Award: Audience Award for Best Director، عن عمل:Intimacy (2001)
- جائزة سيزر لأفضل فيلم، عن عمل:Those Who Love Me Can Take the Train (1999)
- جائزة سيزر لأفضل مخرج، عن عمل:Those Who Love Me Can Take the Train (1999)
- جائزة سيزر لأفضل كاتب سيناريو، عن عمل:Those Who Love Me Can Take the Train (1999)
- BAFTA Award for Best Film Not in the English Language، عن عمل:La Reine Margot (1996)
- جائزة سيزر لأفضل كاتب سيناريو، عن عمل:La Reine Margot (1995)
- جائزة سيزر لأفضل فيلم، عن عمل:La Reine Margot (1995)
- جائزة سيزر لأفضل مخرج، عن عمل:La Reine Margot (1995)
- César Award for Best Original Screenplay، عن عمل:The Wounded Man (1984).

## روابط خارجية
- باتريس شيرو على موقع IMDb (الإنجليزية)
- باتريس شيرو على موقع مونزينجر (الألمانية)
- باتريس شيرو على موقع قاعدة بيانات الأفلام العربية
- باتريس شيرو على موقع ألو سيني (الفرنسية)
- باتريس شيرو على موقع ميوزك برينز (الإنجليزية)
- باتريس شيرو على موقع أول موفي (الإنجليزية)
- باتريس شيرو على موقع قاعدة بيانات الأفلام السويدية (السويدية)
- باتريس شيرو على موقع إن إن دي بي (الإنجليزية)
- باتريس شيرو على موقع ديسكوغز (الإنجليزية)
- باتريس شيرو على موقع قاعدة بيانات الفيلم (الإنجليزية)